# Воевода (филм)
Воевода е български игрален филм (исторически) от 2016 г., с премиера на 13 януари 2017 година на режисьора Зорница София. Филмът разглежда живота на българската хайдутка Румена войвода и е вдъхновен от едноименния разказ на Николай Хайтов.
Премиерата на филма по кината е 13 януари 2017, а по малките екрани е пуснат на 12,13 и 14 декември, като минисериал разделен на три части по Нова телевизия.
Филмът е копродукция между България и Хърватия.

## Сюжет
Филмът разглежда истинската история на Румена войвода (Зорница София) - майка, която е принудена да изостави семейството си и да предвожда чета, която раздава свое правосъдие в завладяната и поробена от Османската империя България.

## Актьорски състав
| Роля              | Изпълнител          |
| ----------------- | ------------------- |
| Румена            | Зорница София       |
| Стоян             | Валери Йорданов     |
| Амит ага          | Горан Гунчев        |
| Георги байрактяра | Димитър Троканов    |
| Трайчо            | Димитър Селенски    |
| Митре             | Йордан Биков        |
| Стоилко           | Владимир Зомбори    |
| Пейчо Пейчинов    | Леарт Докле         |
| Спас Пейчинов     | Петър Генков        |
| отец Киприян      | Александър Алексиев |
| Борил             | Стоян Кутийски      |
| Боил              | Явор Ганчев         |
| Горчо             | Мирослав Петров     |
| Гунчо             | Иван Пасков         |
| Страхил           | Николай Йовин       |
| баба Трендафилка  | Мариана Крумова     |
| Витка             | Лидия Стефанова     |
| Гошо „Шопо“       | Петър Калчев        |
| Ристо „Шопо“      | Николай Кимчев      |
| Мурад бей         | Валентин Танев      |
| Джике Кади        | Юлиян Ковалевски    |
| Ангел             | Свежен Младенов     |
| стария ковач      | Йордан Петков       |
| Мила              | Цвета Балийска      |
| Ильо              | Райчо Гунчев        |